# 五百城文哉
五百城文哉（日语：／ Ioki Bunsai，1863年8月11日〈文久3年6月27日〉—1906年〈明治39年〉6月6日）是一名日本洋畫家。本名熊吉。

## 生平
五百城出生於常陸國水戶藩（現今的茨城縣水戶市）。1878年至次年，在母校水戶上市小學擔任教師。1884年受聘於農商務省山林局，並師從高橋由一。1887年參加東京府工藝品共進會展覽。1890年在第3屆內國勸業博覽會上展出作品，獲得褒獎。隨後，他自願辭去農商務省職務，遊歷於新潟、茨城、栃木等地，以繪製肖像畫與風景畫為生。1892年將本名由熊吉改為文哉，並自該年起定居於日光，專注描繪植物與名勝く。在日光期間，其弟子包括小杉放庵與福田たね等人。1893年參加世界哥倫布紀念博覽會，展出《日光東照宮陽明門》。
1901年與到訪日光的牧野富太郎共同進行植物採集，並參與東京山草會的成立。1906年6月6日於日光逝世，享年44歲。
他擅長以植物學知識為基礎，精細描繪以高山植物為主題的植物畫。此外，他與武田久吉等人交往，並留下了《日本高山植物寫生圖》。